# Lúcio Nônio Vero
Lúcio Nônio Vero (em latim: Lucius Nonius Verus) foi um oficial romano do século IV, ativo durante o reinado conjunto dos imperadores Constantino (r. 308–337) e Licínio (r. 308–324). Era casado com Vinícia Marciana e seu sogro chamava-se Vinício Ceciliano.
Segundo uma inscrição, foi um homem consular, indicando que ocupou um consulado sufecto em data desconhecida, bem como que ocupou duas vezes a posição de corretor, a primeira em 317/324 na Apúlia e Calábria, e a segunda em data desconhecida na Venécia e Ístria. Também teria sido conde antes de 330.